# 中野村 (広島県安芸郡)
中野村（なかのむら）は、広島県安芸郡にあった村。現在の広島市安芸区の一部にあたる。

## 地理
- 河川：瀬野川[1]

## 歴史
- 1889年（明治22年）4月1日、町村制の施行により、安芸郡中野村が単独で村制施行し、中野村が発足[1][2]。
- 1926年、大正15年9月広島豪雨災害で大きな被害を受けた[1]。
- 1956年（昭和31年）9月30日、安芸郡畑賀村、瀬野村と合併し、瀬野川町を新設して廃止された[1][2]。

## 産業
- 農業、養蚕、藁製品[1]。

## 交通

### 鉄道
- 1894年（明治27年）山陽鉄道（現山陽本線）が広島まで開通[1]。
- 1921年（大正10年）安芸中野駅開設[1]。

## 名所・旧跡・観光地
- 中野砂走の出迎えの松（広島市指定史跡、江戸期に帰国の広島藩主を家臣がこの付近まで出迎えたことに由来）[1]